# Akıncılar, Kahta
Akıncılar là một thị trấn thuộc huyện Kahta, tỉnh Adıyaman, Thổ Nhĩ Kỳ. Dân số thời điểm năm 2011 là 2.095 người.